# Sabhrai
Sabhrai (äldre namn Sobraon) är en by i den indiska delstaten Punjab, och tillhör distriktet Tarn Taran. Folkmängden uppgick till 13 210 invånare vid folkräkningen 2011, och byn ligger 192 m ö.h. Byn är känd för att vara platsen för slaget vid Sobraon.